# Yvan Canuel
 (mai 2016).
Pour les articles homonymes, voir Canuel.
Yvan Canuel, né à Mont-Joli le 8 avril 1935 et mort à Ottawa le 26 décembre 1999 des suites d'une pneumonie est un acteur québécois. Il est surtout connu pour son travail à la télévision.

## Biographie
Joseph Georges Yvan Canuel est né dans la paroisse de Notre-Dame-de-Lourdes à Mont-Joli. Il était le fils de Joseph-Louis Canuel et de Alexina Belzile .
Le 30 octobre 1959, il épouse Lucille Papineau en la cathédrale Marie-Reine-du-Monde-et-St-Jacques-le-Majeur de Montréal . Il est le père du comédien Nicolas Canuel et du réalisateur Érik Canuel.

## Filmographie
- 1966 : Rue des Pignons (série télévisée) : Magnus Roy
- 1967 : Manette ou les dieux de carton : Alain
- 1967 : La Ribouldingue : Le Diable (dans certains épisodes)
- 1967 : O.K. Shérif (série télévisée) : le shérif Équinoxe
- 1970 : Mont-Joye (série télévisée) : Léo Mathieu
- 1970 : L'Amour d'une nonne (L'Amour humain)
- 1971 : Nic et Pic (série télévisée)
- 1971 : Le Martien de Noël : Policeman
- 1973 : Taureau : Henri Larivée
- 1975 : Rosa (série télévisée) : Monsieur Temporal
- 1976 : La Petite Patrie : Monsieur Rioux
- 1977 : Duplessis (feuilleton TV) : Mgr Georges Cabana
- 1977 : J.A. Martin photographe : Oncle Joseph
- 1980 : Boogie-woogie 47 (série télévisée) : Ubald Groulx
- 1980 : Le Temps d'une paix (série télévisée) : Cyrille Savary (1980-1982)
- 1982 : Une vie (série télévisée) : Maître Blanchard
- 1984 : Amuse-gueule
- 1985 : Le Matou : Monsieur Boissonneault
- 1986 : La Bioéthique: une question de choix - L'homme à la traîne
- 1987 : L'Héritage (série télévisée) : Delphis Cayouette
- 1988 : À force de bras : Le narrateur
- 1992 : Scoop (série télévisée) : Albert Touchette
- 1992 : Montréal P.Q. (série télévisée) : Bonhomme Panneton
- 1993 : La Florida : Pépère
- 1996 : Le Retour (série télévisée) : Laurent Dostie